# Asparuhovo, Plevna
Asparuhovo (în bulgară Аспарухово) este un sat în comuna Levski, regiunea Plevna,  Bulgaria. 

## Demografie
Componența etnică a satului Asparuhovo
     Turci (3,61%)
     Bulgari (49,67%)
     Romi (4,76%)
     Nicio identificare (41,94%)
La recensământul din 2011, populația satului Asparuhovo era de 608 locuitori. Nu există o etnie majoritară, locuitorii fiind bulgari (49,67%), romi (4,76%) și turci (3,61%). Pentru 41,94% din locuitori nu este cunoscută apartenența etnică.